# إيمي لوبيس دياز
إيمي لوبيس دياز (بالهولندية: Emmy Lopes Dias)‏ (و. 1919 – 2005 م) هي ممثلة أفلام، وممثلة مسرحية هولندية، ولدت في هيلفرسوم، توفيت في لارين، عن عمر يناهز 86 عاماً.

## وصلات خارجية
- إيمي لوبيس دياز على موقع IMDb (الإنجليزية)
- إيمي لوبيس دياز على موقع ميوزك برينز (الإنجليزية)

- إيمي لوبيس دياز في قاعدة بيانات الأفلام على الإنترنت